# IPLOM
IPLOM S.p.A. è una società per azioni italiana, fondata nel 1931,  operativa nel settore della raffinazione del petrolio. Il sito produttivo del gruppo è la raffineria di Busalla, situata a Busalla nell'entroterra genovese.

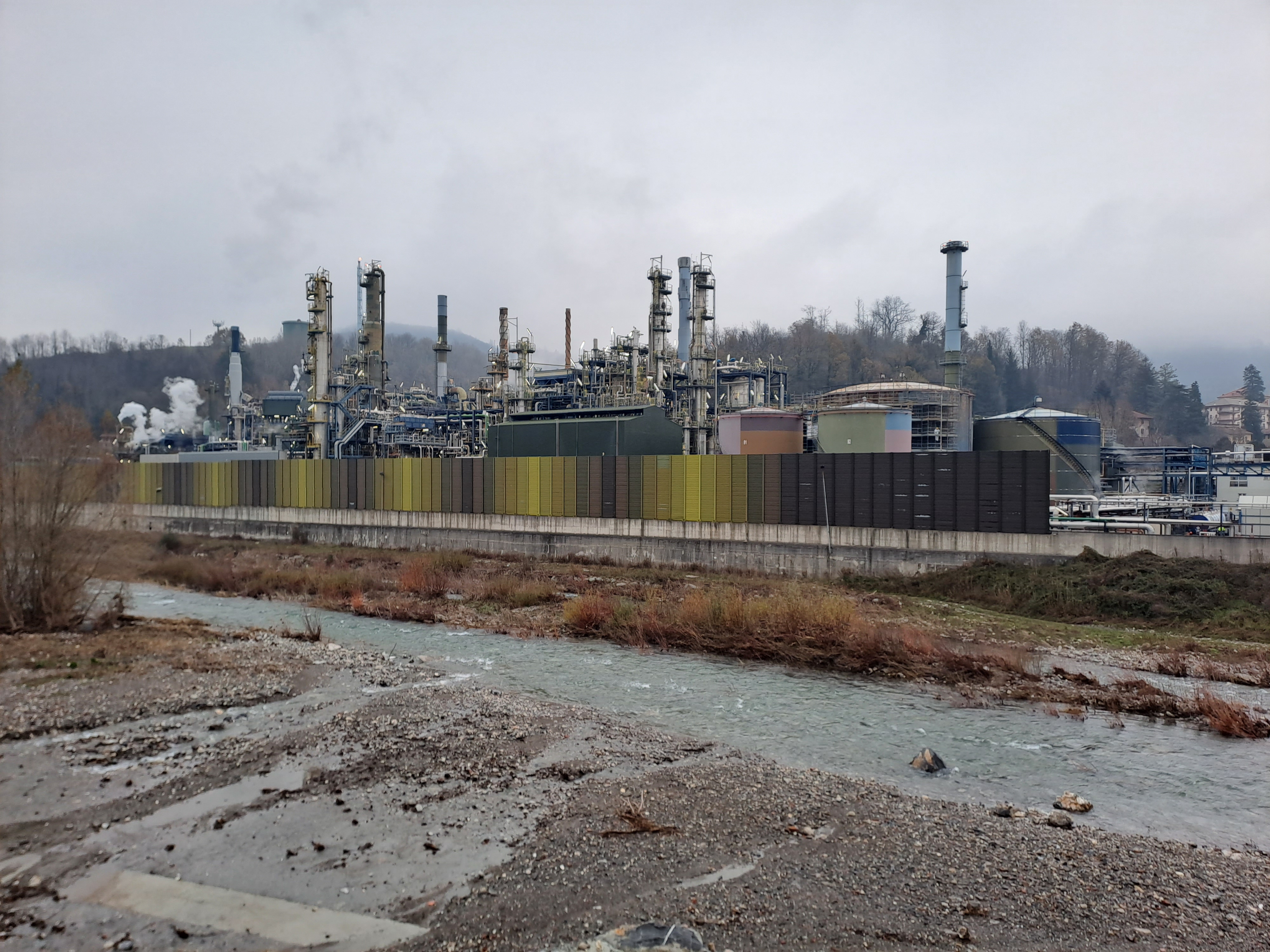
Raffineria IPLOM di Busalla (GE)

## Storia
La nascita dell'azienda risale al 1931, quando l'ingegner Giovan Battista Profumo costruisce a Moncalieri il primo stabilimento dell'Industria Piemontese Lavorazione Oli Minerali (IPLOM). Durante il secondo conflitto mondiale lo stabilimento produttivo venne trasferito nella sua sede attuale di Busalla.
Nel dopoguerra l'impianto aumenta notevolmente la capacità di lavorazione per far fronte all'aumentare dei consumi in Italia, 10.000 tonnellate annue nel 1952, 160.000 tonnellate nel 1958, 400.000 nel 1961, 1.000.000 nel 1965 e 1.600.000 tonnellate nel 1972. Per far fronte all'incremento di capacitá dello stabilimento nel 1964 vengono realizzati due oleodotti che collegano l'impianto al Porto Petroli di Multedo. Viene inoltre realizzato il deposito petrolifero OLGESA.
A fine anni ottanta l'azienda decide di adottare una strategia produttiva rivolta alla parte bassa del barile e basata sulla produzione specializzata di bitume e prodotti combustibili ecologici, a bassissimo tenore di zolfo: ECODEN, ECOFLU, ECOFUEL.